# Kurt Rey
Kurt Rey (10 dicembre 1923 – ...) è stato un calciatore svizzero, di ruolo difensore.